# Wielandplatz 2/3 (Weimar)

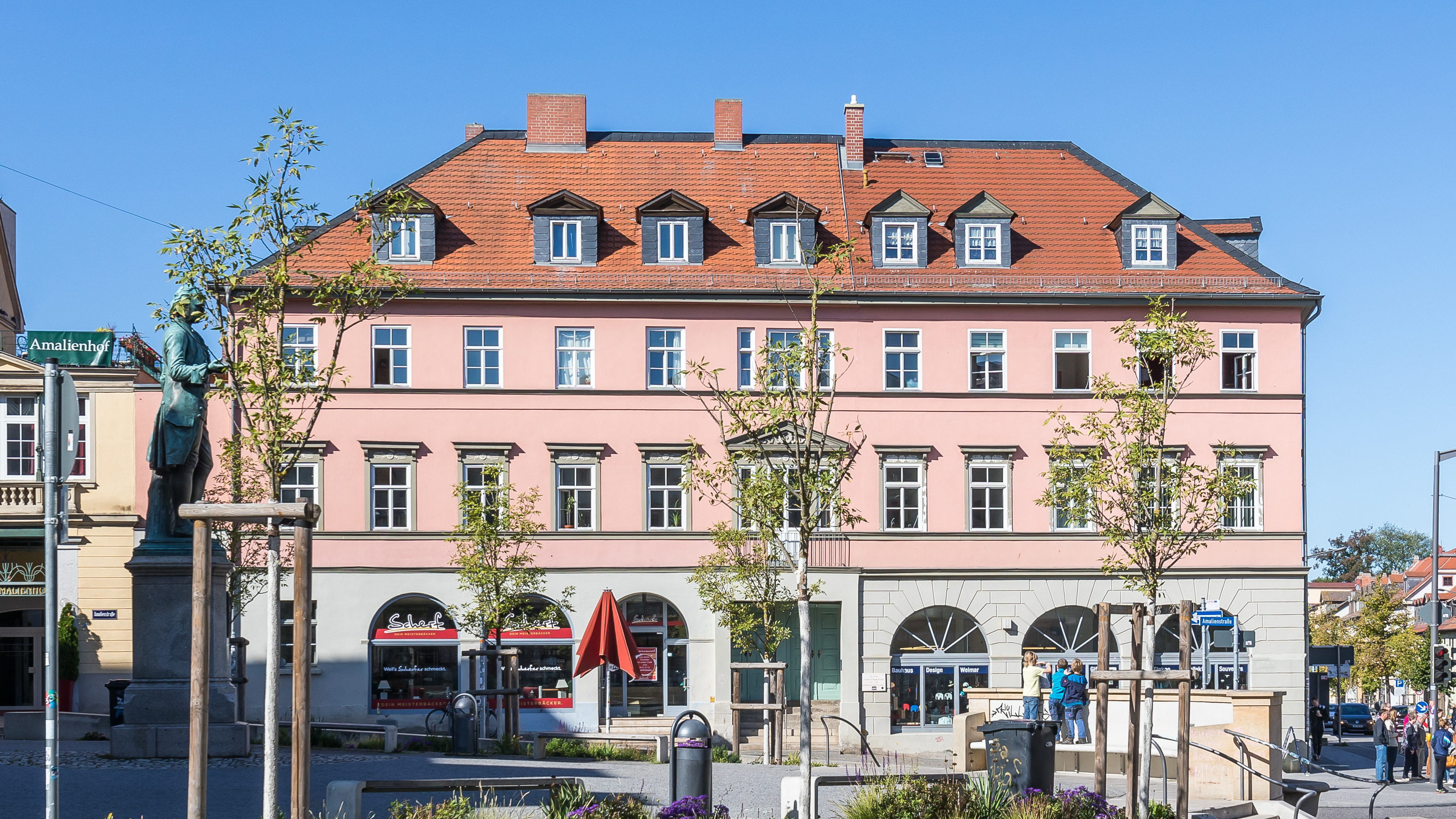
Wielandplatz 2/3

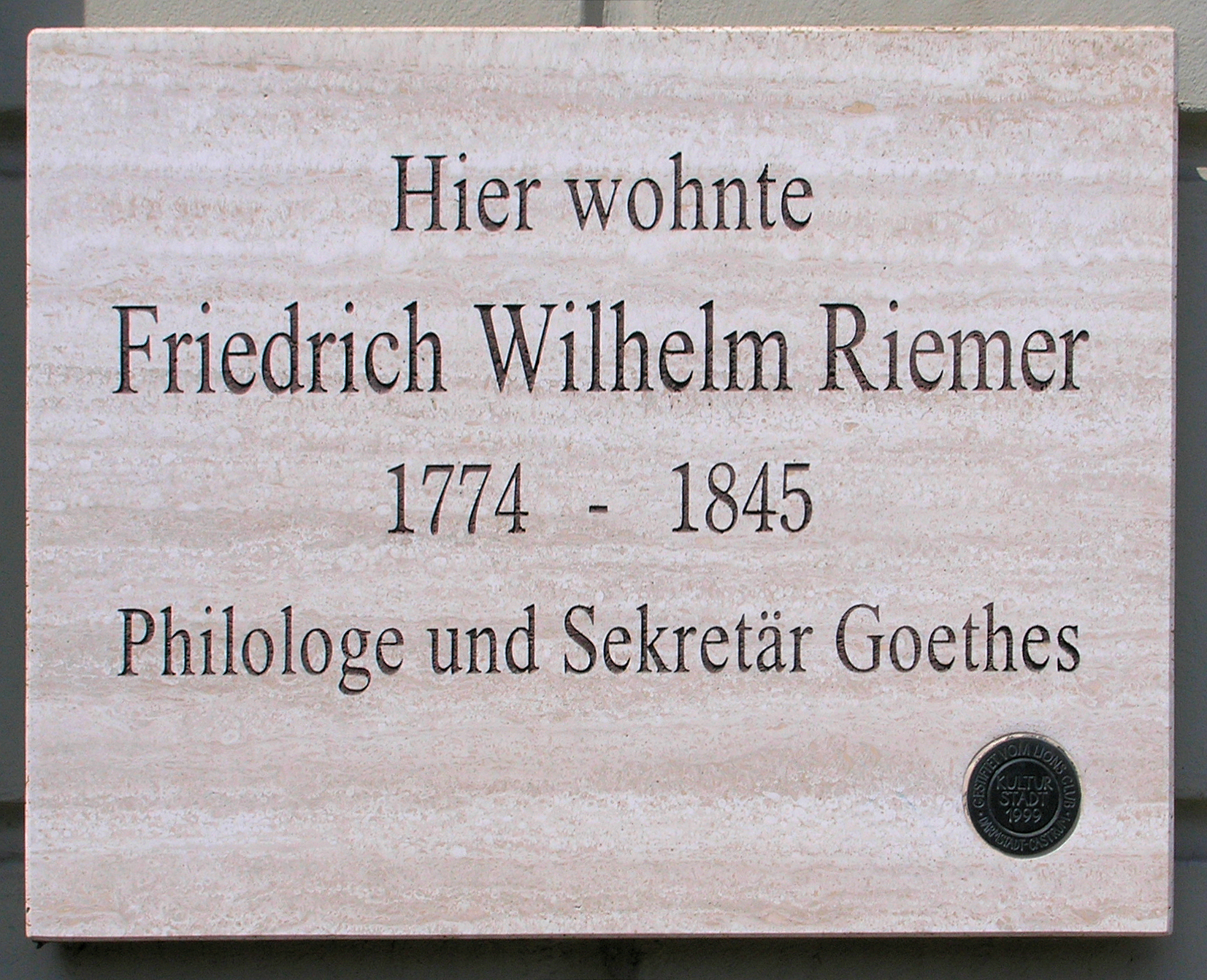
Gedenktafel für Friedrich Wilhelm Riemer

Wielandplatz 2/3 ist ein mehrgeschossiges Wohnhaus in Weimar, das 1832 errichtet wurde. Es ist durch seine Lage als westliche Begrenzung des Wielandplatzes in einer exponierten Position.

## Geschichte
Im Zuge der städtebaulichen Umgestaltung wurde das klassizistische Gebäude wurde von dem Bauunternehmer Bürkel an der Stelle einer Scheune errichtet. Entworfen wurde es von Clemens Wenzeslaus Coudray, unter dessen Leitung der Wielandplatz neu konzipiert und ausgebaut wurde. In den Baufluchten des Platzes sind die Straßenverläufe der Amalienstraße und der Steubenstraße berücksichtigt. Im Haus Wielandplatz 2/3 befand sich das Restaurant »zur Union«, wie auf einer alten Aufnahme zu sehen ist, wohl benannt nach der dort bis 1895 residierenden »Union, Allg. Deutsche Hagel-Vers.-Gesellschaft«. Diese Versicherungsgesellschaft zog dann in eine von Otto Minkert entworfene Villa in der Abraham-Lincoln-Straße 1. Zur Erbauungszeit hieß sie Gartenstraße.
Die Fassade des dreigeschossigen Baus wird durch die Eingangsnische und durch die Dreifenstergruppen in den beiden Obergeschossen akzentuiert. Der Bau ist symmetrisch. Die Beletage ist durch Verdachungen der Fenster mit sparsamer Gestaltung der Bauzier ausgezeichnet. Die Arkadenfenster im Erdgeschoss von Nr. 3 wurden 1913 eingebaut, die der Nummer 2 1939. Das Walmdach ist mit Gauben besetzt. Das Erdgeschoss wird geschäftlich genutzt. Die Raumausstattungen des Doppelhauses sind noch zu großen Teilen erhalten.
Im Hausteil 3 wohnte der Philologe und Literaturhistoriker Friedrich Wilhelm Riemer, der auch Goethes Sekretär war. Am 16. Mai 1999 wurde für Riemer eine Gedenktafel angebracht.